# Franz Erdmann Häussler

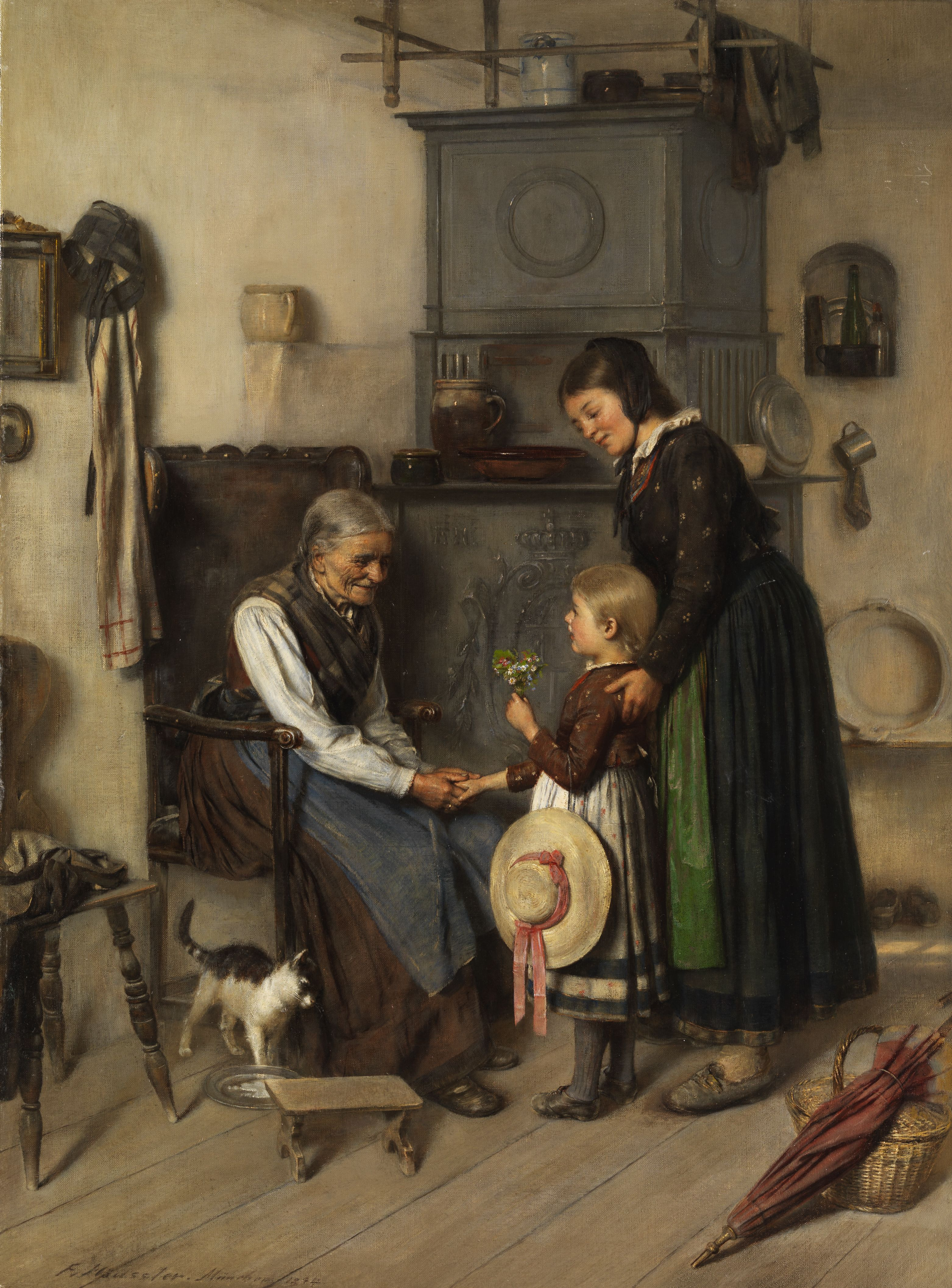
Kleine Gratulantin

Franz Erdmann Häussler (* 27. November 1845 in Altdorf [Württemberg] ; † 19. April 1920 in München) war ein deutscher Genremaler und Illustrator.
Franz Häußler studierte an der Kunstakademie Stuttgart bei Heinrich von Rustige und Bernhard von Neher. 1872 zog er nach München. Er stellte seine Werke u. a. im Münchner Glaspalast aus.

## Illustrierte Werke
- Münchener Bilderbogen Buch 26, 1873 und 1874, Nr. 619.
- „Die Welt in Bildern. Amerika“